# Tomasz Paleolog
Tomasz Paleolog (łac. Thomas Palaiologos) (ur. 1409, zm. 12 maja 1465 w Rzymie) – despota Morei w latach 1449–1460.

## Życiorys
Był najmłodszym synem cesarza bizantyjskiego Manuela II Paleologa i Heleny Dragazes. Od 1430 przebywał na Peloponezie, gdzie jako despota Clarenzy współrządził ze starszymi braćmi Moreą. Był lojalnym sprzymierzeńcem Konstantyna XI w jego sporach o hegemonię z Teodorem II Paleologiem i walkach o zjednoczenie Peloponezu, Beocji i Attyki pod berłem Paleologów. W ramach tej polityki dynastycznej ożenił się z Katarzyną Zaccarią, która wniosła mu w posagu łacińskie księstwo Achai.
W 1448 roku przyjechał do Konstantynopola na pogrzeb cesarza Jana VIII. Przyczynił się do wyniesienia na tron Konstantyna XI zrzekając się na niego swoich roszczeń do tronu. Po tym wydarzeniu został wspólnie z bratem Demetriuszem II Paleologiem mianowany despotą Morei. Stracił tron w 1460, gdy Turcy opanowali Moreę.
Tomasz był latynofilem, przypuszczalnie przyjął katolicyzm. Jego czworo dzieci przyjechały do Rzymu już po jego śmierci w 1465 roku. Jego żoną była Katarzyna Zaccaria. Mieli czworo dzieci:
- Zoe Paleolog – została żoną Iwana III Srogiego
- Helena Paleolog – została żoną Łazarza III Brankowicia
- Manuel Paleolog - niezadowolony z niskiej pensji w Rzymie, uciekł do sułtana. Miał dwóch synów, z których jeden zmarł wcześnie, drugi przyjął islam jako Mehmed-pasza.
- Andrzej Paleolog